# بورخا دل روساريو
بورخا رافائيل دل روساريو راموس (بالإسبانية: Borja Rafael del Rosario Ramos)‏، المعروف اختصاراً باسم بورخا (مواليد 14 يناير 1985 في لاس بالماس دي غران كناريا، جزر الكناري)، هو لاعب كرة قدم إسباني، يلعب لنادي منساخيرو في دوري الدرجة الرابعة الإسباني، يلعب في مركز خط الوسط المهاجم.

## وصلات خارجية
- BDFutbol profile
- Futbolme profile (بالإسبانية)
- PlayerHistory profile